# 최석순
최석순(崔碩淳, 생년 미상 ~ 1925년 3월)은 한국의 독립 운동가로, 호는 백순(白淳), 평안북도 삭주 출신이다.
그는 1919년 삭주에서 일어난 3·1 운동에 참여했으며 같은 해에 대한독립단 집서지단장으로 임명되었다. 1922년 남만지역 독립군 부대들을 통합한 대한통의부 의용군의 제2중대장을 맡았다. 그는 1924년 대한민국 임시 정부가 이끄는 무장 독립 운동 단체인 육군주만참의부 제2중대장 겸 참의장으로 활동하다가 1925년 3월 고마령에서 참의부 소속 5개 중대간의 군사 회의를 하던 중에 일제의 초산 경찰서와 초산주둔수비대가 연합한 습격을 받고 휘하 28명의 간부들과 함께 전사했다.

## 사후
- 대한민국 정부는 그의 공헌을 기려 1995년 건국훈장 대통령장을 추서하였다.

## 같이 보기
- 독립유공자로 대통령장을 수여받은 사람